# Minka (Japan)

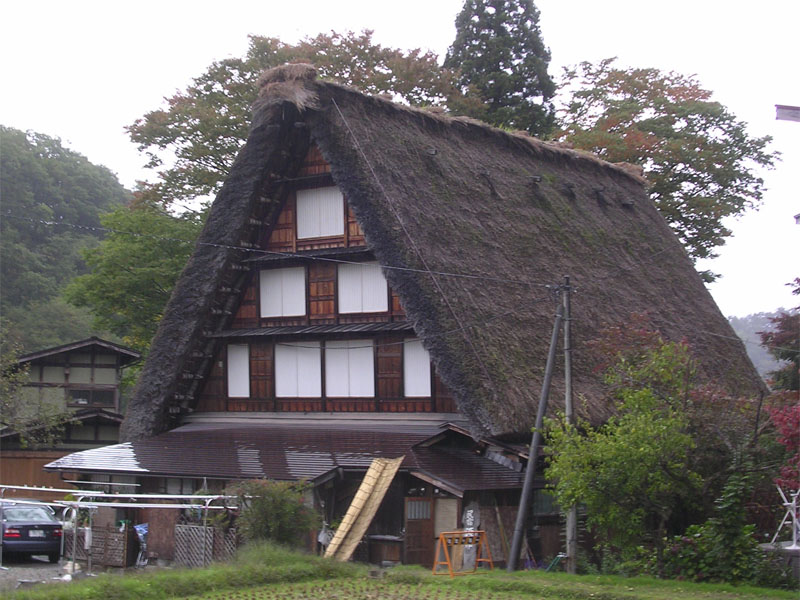
Ein Bauernhaus im Gasshō-Stil im Dorf Shirakawa-gō

Als Minka (japanisch 民家) werden in Japan die traditionellen Bauern- und Stadthäuser bezeichnet.

## Übersicht

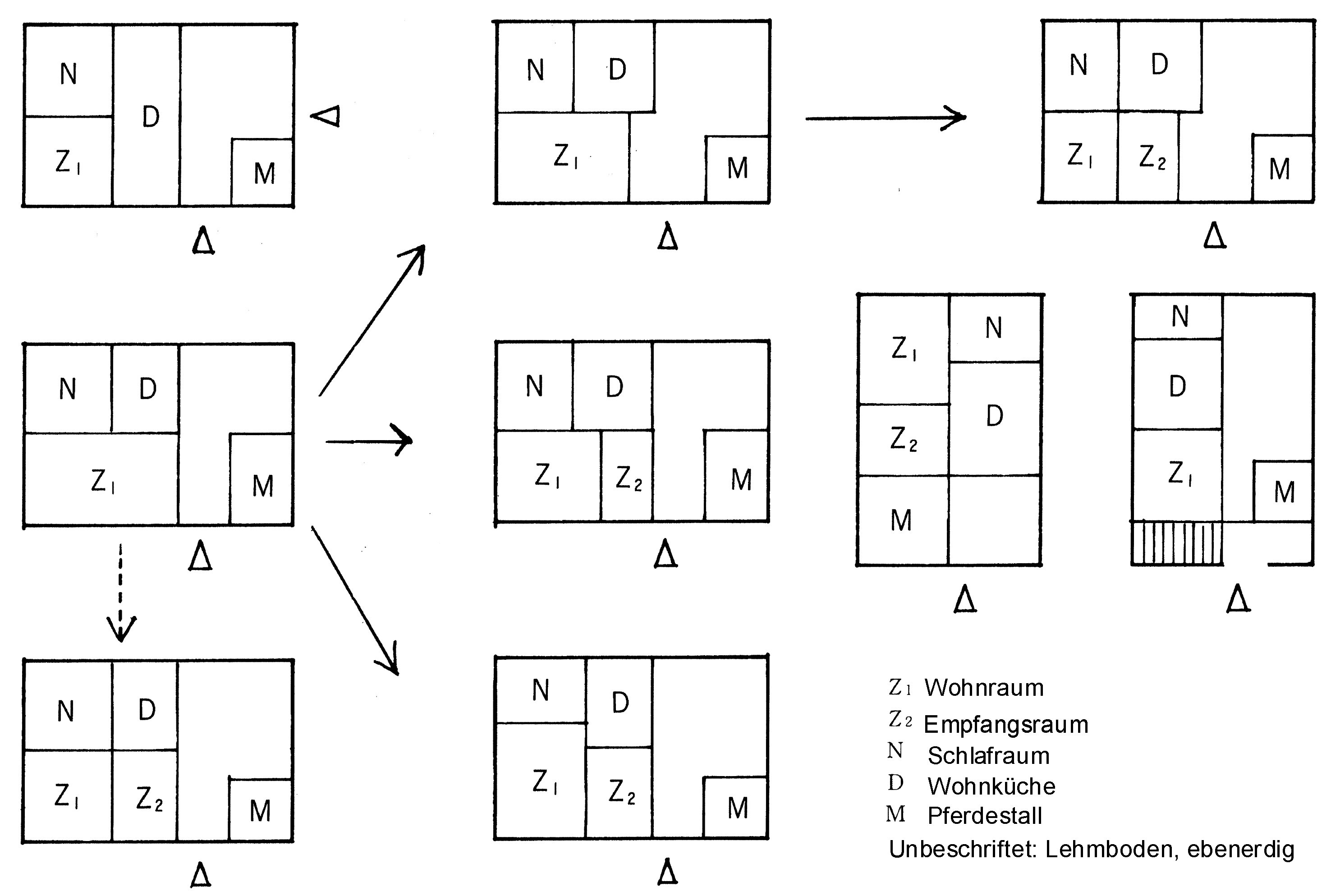
Raumaufteilung (間取, Madori) s. Text

Das traditionelle japanische Wohnhaus ist eine Art erweiterter Pfahlbau: Unter einem Dach befinden sich die 1/2 m über dem Boden auf Pfählen angelegten Wohnräume, (N) das „Nando“ (納戸, Kammer), (Z1) das „Zashiki“ (座敷, Aufenthaltsraum), (Z2) das „Hi no ma“ (日の間, Empfangsraum) und (D) der Küchenraum (台所, Daidokoro), der sich zum davor befindlichen ebenerdigen Eingangsraum „Doma“ (土間) (in der Abbildung ohne Bezeichnung) öffnet. Die einzelnen Räume sind durch Schiebetüren zugänglich, sie sind mit Tatami belegt. Das sind mit einer gefütterten Binsenmatte belegte Bretter im Format ca. 180 × 90 cm. Im doma befindet sich die gemauerte Kochstelle „Kamado“ (竈) und gegebenenfalls, abgetrennt, der Pferdestall, „Maya“ (馬屋) (M). Einen Schornstein gibt es nicht, der Rauch zieht durch eine Luke im Dach ab. Die Bewohner wärmten sich im Winter die Hände über einem Kohlebecken, „Hibachi“ (火鉢). Der Eingang befindet sich meist an der Längsseite des Hauses, bei einigen Typen, z. B. beim Gasshō-Stil, jedoch an der Giebelseite. Gelegentlich gehört ein separater feuerfester Speicher „Kura“ (倉 bzw. 庫) zum Haus. Im Laufe der Zeit haben sich verschiedene Anordnungen der Räume entwickelt.
Man kann vier Formen unterscheiden:
- Bauernhäuser Nōka (農家)
- Fischerhütten Gyōka (漁家)
- Berghütten Sanka (山家)
- Stadthäuser Machiya (町家)

## Das Bauernhaus
In seiner einfachsten Form, Sugoya　(直屋), die früher in ganz Japan zu finden war, ist das Haus mit einem Walmdach gedeckt. In Nordost-Japan ist oft der Pferdestall rechtwinklig angebaut, der Typ wird Magariya (曲屋) genannt. In Mittel-Japan kann man auf das „Helmhaus“ stoßen, Kabuto-zukuri (兜造), so genannt, weil das Dach einem japanischen Helm ähnelt. In der schneereichen Präfektur Nagano findet sich das Haus unter einem breiten Dach, honmune-zukuri (本棟造). Ein weiterer auffallender Typ in den Präfekturen Gifu/Toyama hat ein steiles hohes Dach in Form leicht gefalteter Hände, gasshō-zukuri (合掌造). Die gut erhaltenen Dörfer in dieser Bauweise Shirakawa-gō und Gokayama gehören seit 1995 zum Weltkulturerbe. - In der Kyōto-Ōsaka-Gegend gibt es den Typ Takabe-zukuri (高塀造). In Kyūshū sind die Häuser in U-Form (und in anderen ähnlichen Formen) angelegt, Kudo-zukuri (竈造).

## Das Stadthaus

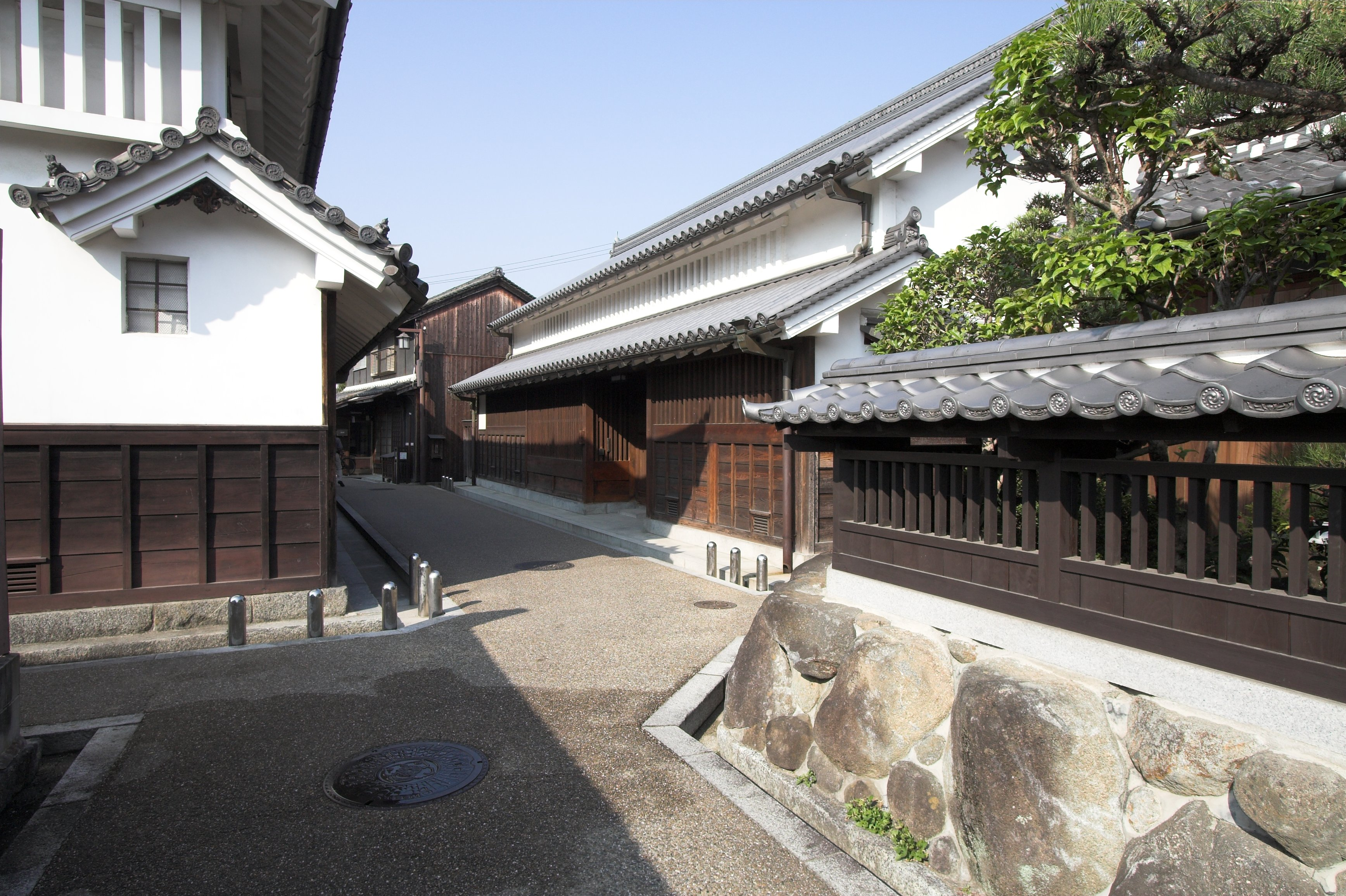
Straßenzug in Imai

Das Stadthaus ist in der Regel als Reihenhaus ausgeführt. Es enthält oft neben den Wohnräumen noch Verkaufsräume oder Produktionsräume, z. B. zum Einlegen (Fermentieren) von Gemüse, Brauen von Reiswein, Sake usw.

## Gegenwart
Das traditionelle Minka ist in den Städten und in deren ländlicher Umgebung verschwunden. Als geschlossene Ortschaft ist Imai (heute Ortsteil Imai-chō der Stadt Kashihara (Präfektur Nara)) sehenswert. Einen gut erhaltenen Stadtteil findet man in Takayama (Präfektur Gifu). Auch einige Poststationen in Form von Straßendörfern sind sehenswert, beispielsweise Tsumago und Magome im Südwesten der Präfektur Nagano an der alten Poststraße Kisokaidō. Ein Bild von den Bauernhäusern kann man sich in den verschiedenen Freilichtmuseen machen.